# Dries van Wijhe
Dries van Wijhe (Oosterwolde, 20 december 1945) bijgenaamd Dolle Dries, De Keizer van het Kerkdorp of De Boemerang is een Nederlandse marathonschaatser en wielrenner.

## Biografie
Van Wijhe was twee keer Nederlands kampioen marathonschaatsen op natuurijs. In 1986 in Giethoorn en in 1991 in Ankeveen. Daarnaast werd hij tweede in 1979 in Loosdrecht, toen het kampioenschap voor het eerst werd verreden, en in 1987 in Eernewoude.
Naast marathonschaatser was Dries van Wijhe een succesvol wielrenner. Meest aansprekende prestatie was zijn winst tijdens het Nederlands Kampioenschap voor Amateurs in 1973 (Limburg). Van Wijhe werd op het podium vergezeld door Fedor den Hertog en Gerrie Knetemann. Legendarisch is het verhaal waarbij Van Wijhe in gewonnen positie door een lekke band getroffen werd. Hij sprong op een damesfiets en bereikte daarmee als eerste de finish. Tot op heden is onduidelijk of Dolle Dries echt getroffen was door een lekke band. Hij wist als een van de eersten sportieve prestaties te koppelen aan show.
Hij won veertien keer de A schaatsmarathonwedstrijd van Thialf te Heerenveen.
Ook won hij de Alternatieve Elfstedentocht Weissensee in 1989.
Later was hij actief op het NK marathonschaatsen op natuurijs voor veteranen, waar hij een tweede plaats (1993, Maasland) en een derde plaats (1994, Giethoorn) wist te behalen.

## Resultaten
| jaar | NK marathonschaatsen natuurijs |
| ---- | ------------------------------ |
| 1979 | Zilver                         |
| 1986 | Goud                           |
| 1987 | Zilver                         |
| 1991 | Goud                           |

## Persoonlijk
Van Wijhe, die christen is, doet om principieel-godsdienstige redenen niet mee aan wedstrijden die op zondag en andere christelijke feestdagen worden verreden. Voor de gemeenteraadsverkiezingen van 2006 maakte hij deel uit van het comité van aanbeveling voor de lokale afdeling van de politieke partij ChristenUnie te Oldebroek.
Dries van Wijhe is woonachtig in het Noord-Gelderse kerkdorp Kerkdorp bij Oosterwolde, dat deel uitmaakt van de gemeente Oldebroek.

## Galerij

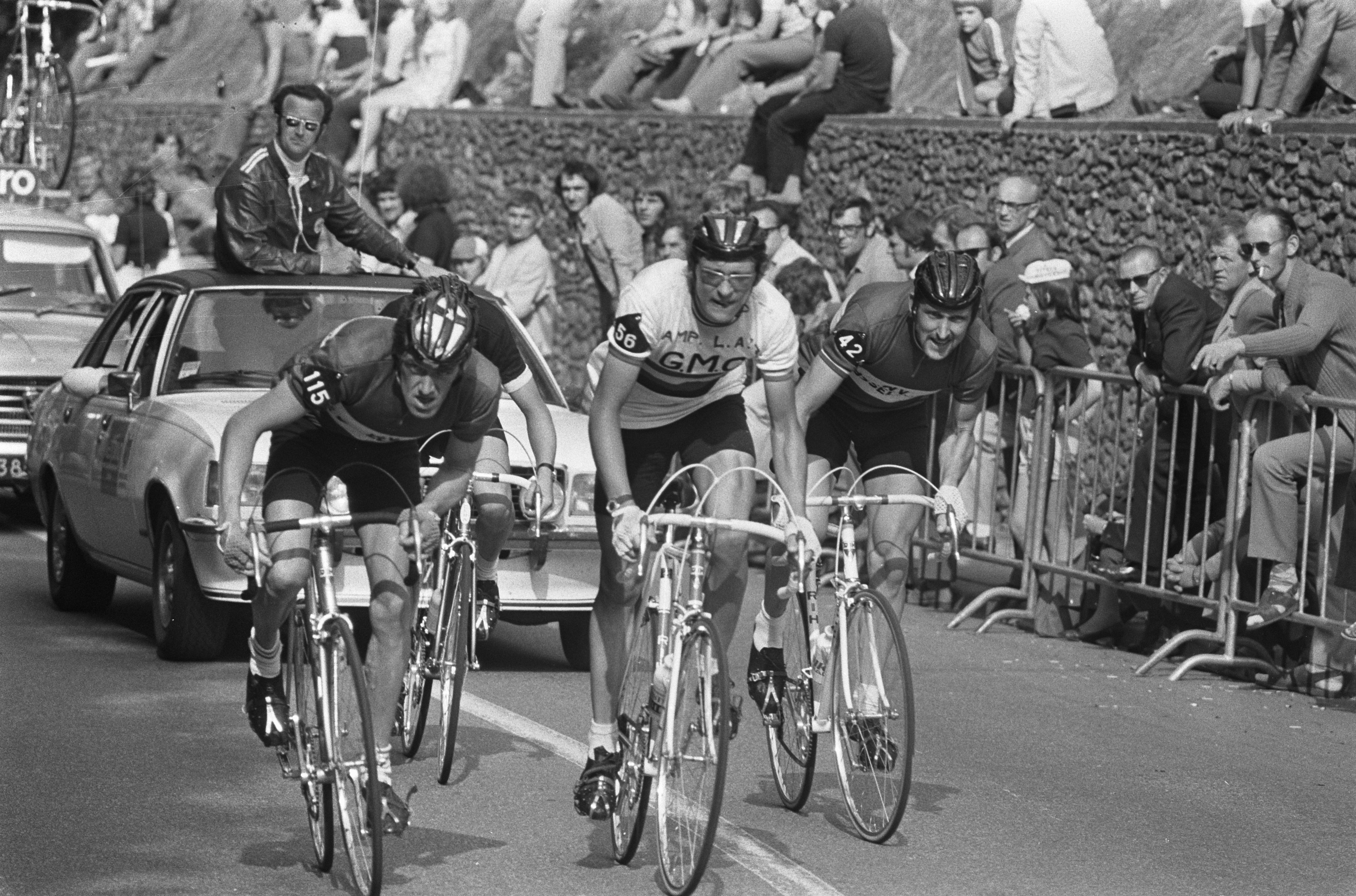
1973: Kopgroep NK amateurs met Van Wijhe, Knetemann en Fedor den Hertog
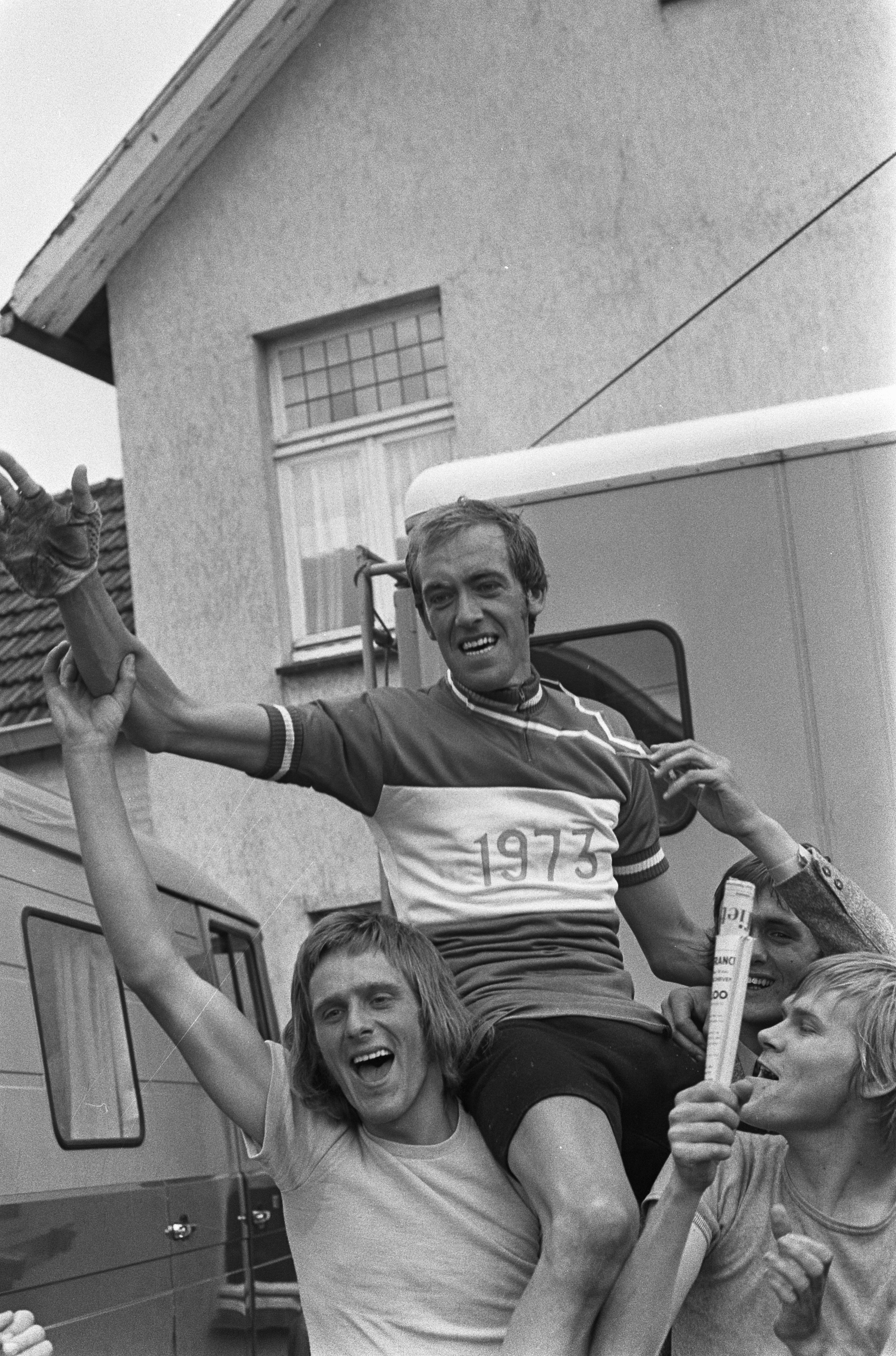
Feest na de NK winst
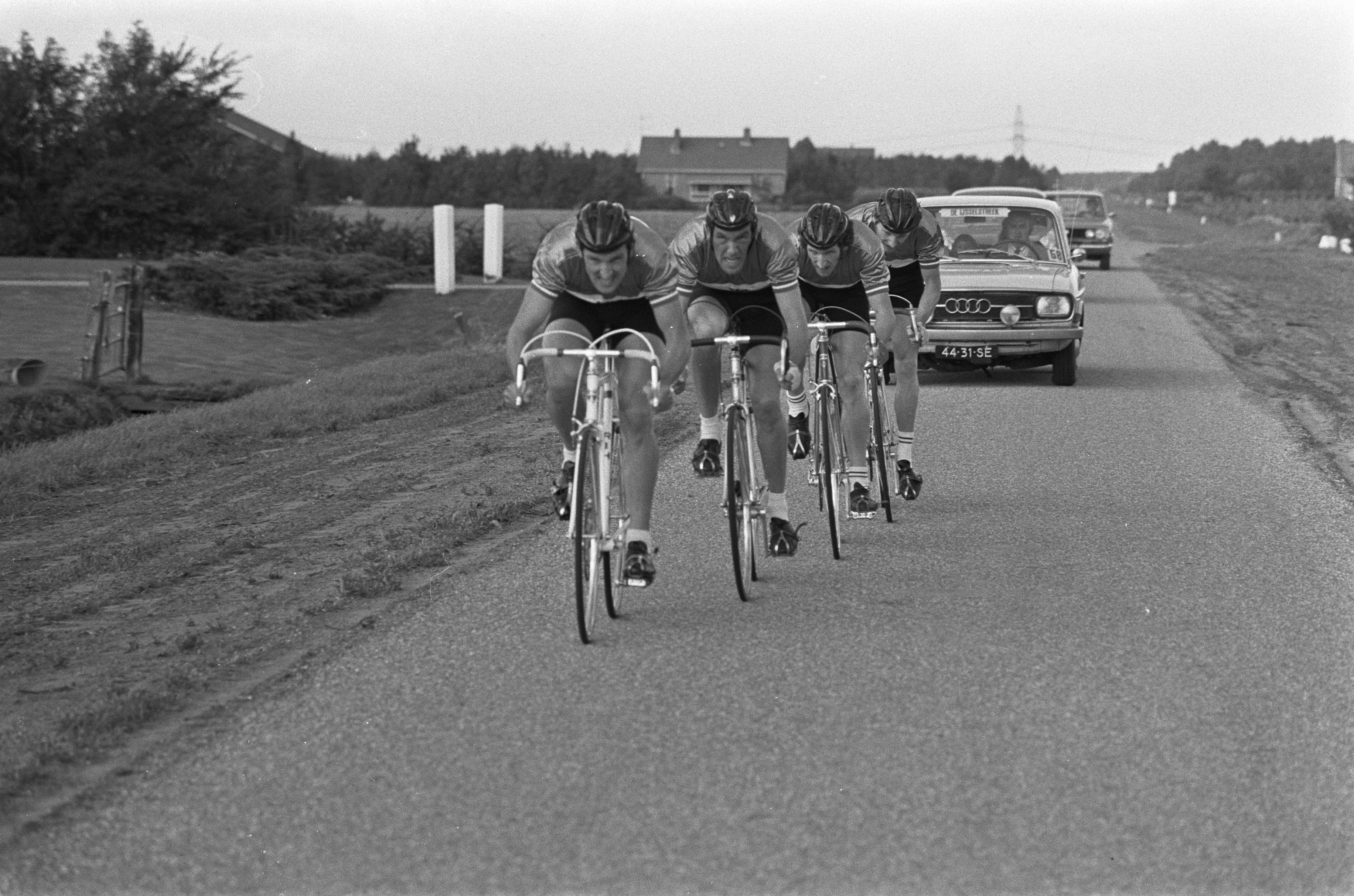
1973: IJsselstreek wint NK clubs met Fedor den Hertog, daarachter Dries van Wijhe, Nidi den Hertog en D. Schuurman
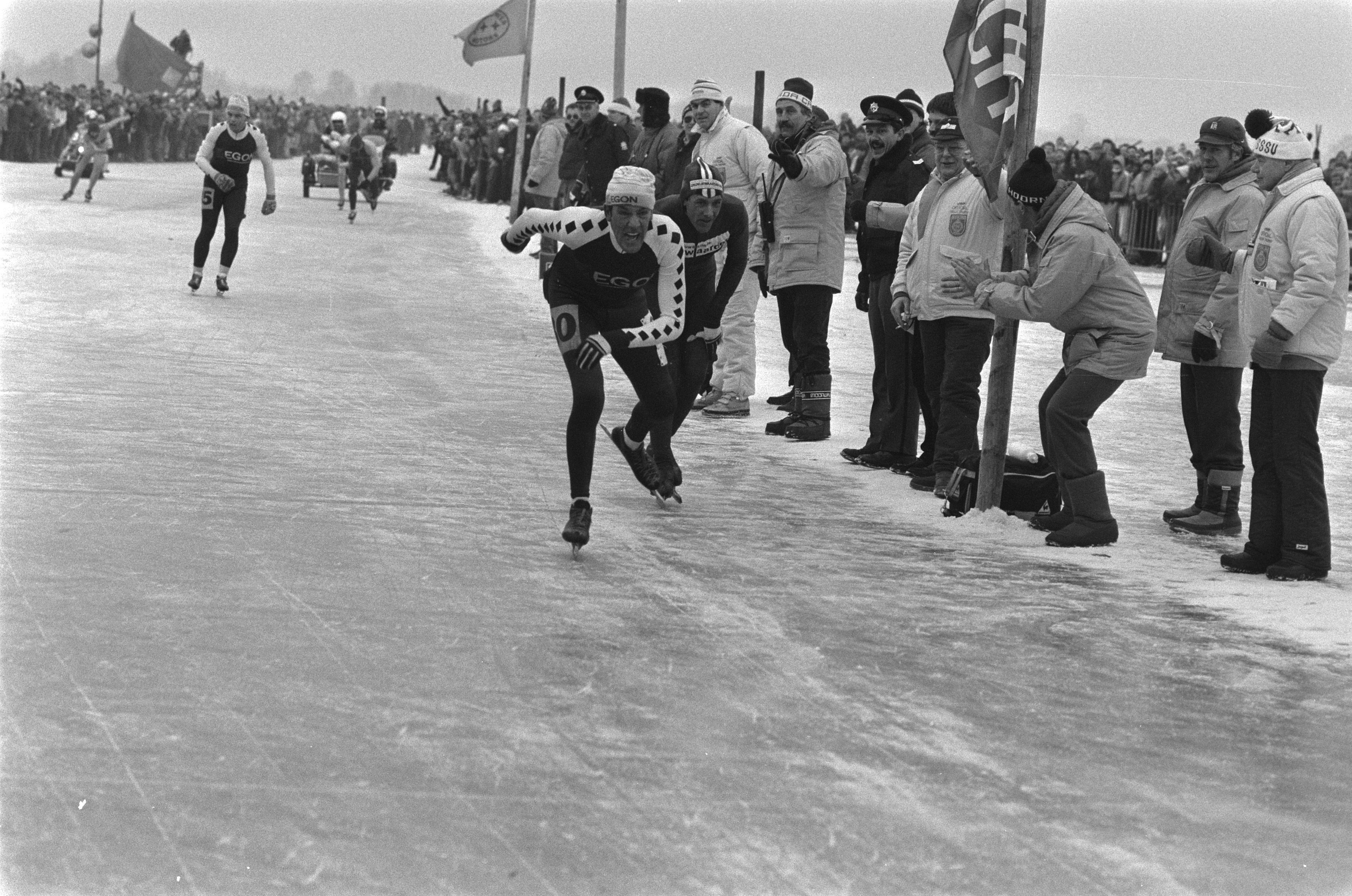
1986: Winst op het NK Marathon op natuurijs
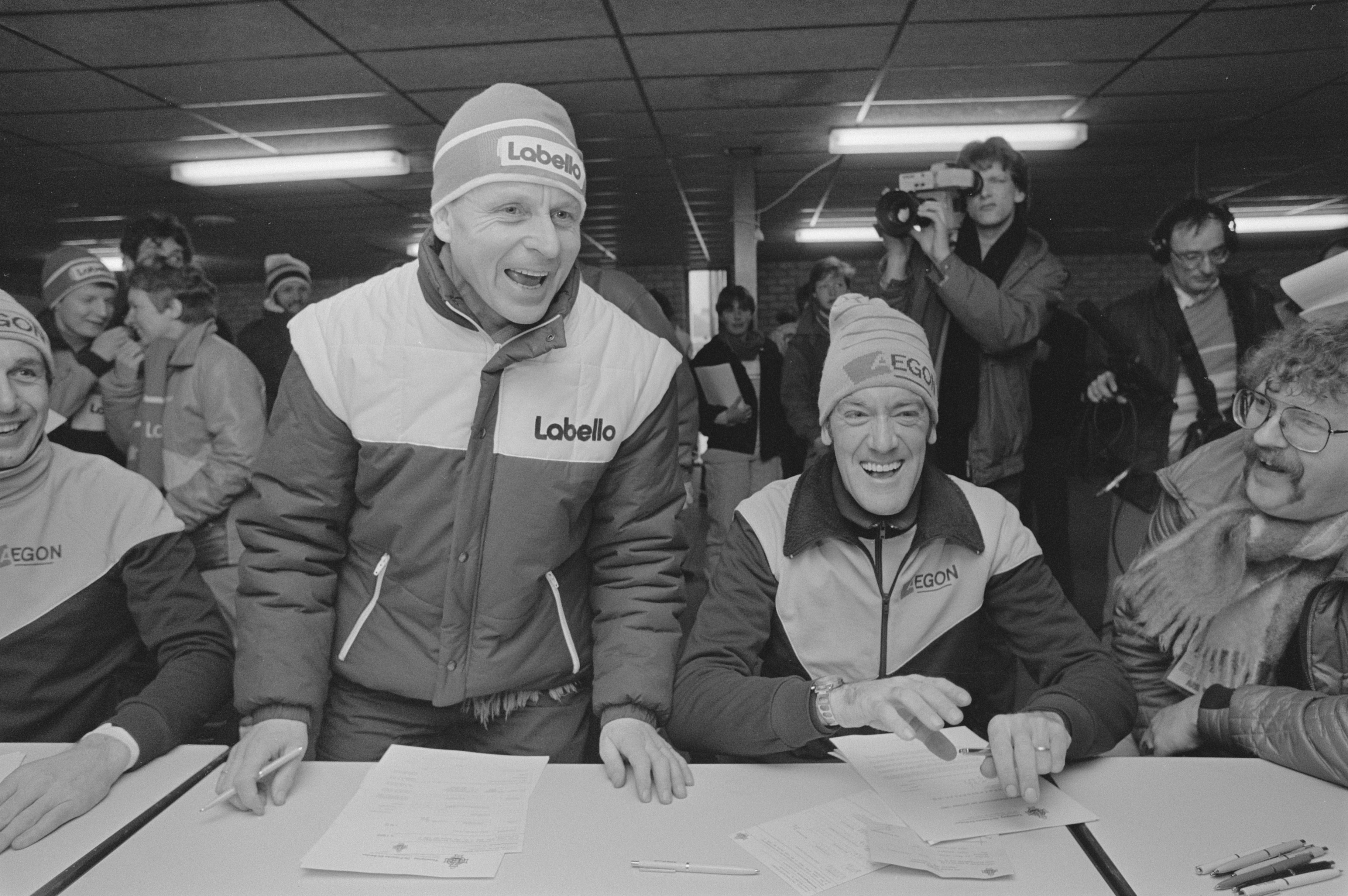
1986: Kruithof en Van Wijhe schrijven zich in voor de wedstrijd van de Elfstedentocht